# Ideocaira triquetra
Ideocaira triquetra là một loài nhện trong họ Araneidae.
Loài này thuộc chi Ideocaira. Ideocaira triquetra được Eugène Simon miêu tả năm 1903.